# Venteuges
Venteuges é uma comuna francesa na região administrativa de Auvérnia-Ródano-Alpes, no departamento de Alto Loire. Estende-se por uma área de 39 km². Em 2010 a comuna tinha 349 habitantes (densidade: 8,9 hab./km²).